# Z-18 (航空機)
Z-18
Z-18J
- 用途：輸送・哨戒
- 分類：大型ヘリコプター
- 製造者：昌河飛機工業公司
- 運用者： 中国(中国人民解放軍)
- 初飛行：2010年
- 運用開始：2014年
- 運用状況：現役
- 原型機： AC313

Z-18（Zhisheng-18, 簡：直升-18、繁：直昇-18型）は、中国の昌河飛機工業公司（CHIAC）が、フランスのAC313をベースに生産され、Z-8の後継として配備が進んでいる。

## 概要
Z-18はフランスのSA 321の派生型であるAC313をベースに開発された輸送ヘリコプターである。Z-18は派生型として艦載型のZ-18Jが製造されており、現在E-2 ホークアイのような固定翼の早期警戒機が無い中国人民解放軍海軍によって、航空母艦「遼寧」と「山東」に輸送型であるZ-18Aと共に搭載され、運用されている。

## 機体
本機はZ-8から各所が変更、改良されており変更点としては、メインローター、テイルローターが複合材料に置き換えられる、特徴的な形であった機体の下面が船型から平坦な形状に変化する、機体に取り付けられていたフロートが取り除かれるなどZ-8から多くの変更や改良が加えられている。
また、チベットでの試験飛行中に高度9,000mまで上昇するなど、高高度地域での運用に適している。

## バリエーション
Z-18A
輸送モデル。Z-8から大きく変更、改良された機体を持ち、メインローターやテールムーブを折り畳めるなど艦載にも適した機体となっている。
Z-18J
早期警戒機モデル。機体後部に格納式のアクティブ・フェーズドアレイ・アンテナを格納しており、使用時には機体の後部ドアが開閉しアンテナが機体から下げられ運用される。現在は空母「遼寧」と「山東」に搭載されている他、075型強襲揚陸艦にも搭載されている事が確認されている。
Z-18F/FA
対潜哨戒機モデル。機首の下に大型の水上捜索レーダーを備えており、機首に付いていたFLIRなどの機器は機体右方に配置された。4つのパイロンを機体に備えており、Yu-7と空対艦ミサイルの搭載が可能となっている。機体後部の30箇所ある開口部はソノブイを投下する為の開口部である。

## 仕様
出典: https://www.militarytoday.com/helicopters/z18.htm
諸元
- 乗員: 2名
- 定員: 27名
- ペイロード: 4,000kg (外部:5,000kg)
- 全長: 23m
- 全高: 7m

- 空虚重量: 9.8t
- 最大離陸重量: 13.8t

性能
- 最大速度: 366km/h
- 航続距離: 1,600km
- 実用上昇限度: 9,000m

武装
- 4箇所のパイロンにYu-7魚雷または空対艦ミサイルを装備。(Z-18F/FA)

## 運用国
中国
中国人民解放軍陸軍 - 中国人民解放軍海軍